# 老鼠嫁女 (動畫片)
老鼠嫁女是中国大陆上海美术电影制片厂于1983年摄制的剪纸卡通片，该片根据中国民间传说老鼠嫁女的故事改编而成。影片风格诙谐幽默，借鼠拟人，讽刺了社会上的一些丑恶的现象。

## 剧情简介
老鼠一家常年住在阴暗的墙洞里，过着贫穷的日子，为了摆脱这种生活，年迈的父母夫妇贴出告示为女儿选择一个有权有势的女婿。一只小灰老鼠前来提亲，老鼠父母看到小灰鼠落魄的样子将其轰出门外，并提出要一系列条件。小灰鼠为了娶到老鼠夫妇漂亮的女儿，决定改变现状。它跑去偷取鸡蛋、香油、等食物做聘礼，并跳进面缸，将自己打扮成洁白无瑕的样子。小灰鼠满足了老鼠夫妇大部分要求，如愿以偿的娶到了老鼠夫妇的女儿，但不一會兒老鼠夫妇另加蛋糕作為條件，小灰鼠在偷取蛋糕时落入了捕鼠的笼子。在小灰鼠落入笼子后老鼠夫妇一家并不为小灰鼠的遭遇而难过，而是继续贴出招女婿的告示，为女儿选择佳婿。

## 制作团队
- 绘制：沈正良
- 录音：候甲廉
- 指挥：姚笛
- 美术设计：朱新建 、金复载
- 背景设计：王保生、朱行和
- 动画设计：赵鸿、任复中、周旭东